# Priceomyces castillae
Priceomyces castillae är en svampart som först beskrevs av Santa María & C. García, och fick sitt nu gällande namn av M. Suzuki & Kurtzman 2009. Priceomyces castillae ingår i släktet Priceomyces och familjen Debaryomycetaceae.   Inga underarter finns listade i Catalogue of Life.